# Михалёв, Владимир Петрович
Владимир Петрович Михалёв (род. 1 января 1949, Учарал) — выборный муниципальный служащий. Глава администрации города Комсомольск-на-Амуре (1991—2014).

## Биография
Владимир Петрович Михалёв родился 1 января 1949 года в селе Учарал Алакульского района Талды-Курганской области Казахской ССР.
В 1971 году с отличием окончил Казахский политехнический институт им. В. И. Ленина по специальности «инженер-механик, металлург». С того же года работал на Талды-Курганском заводе свинцовых аккумуляторов инженером, затем начальником отдела. К 26 годам стал главным инженером завода.
С декабря 1981 г. по июль 1987 г. В. П. Михалёв работал директором Комсомольского-на-Амуре электротехнического завода. В июле 1987 года он был избран первым заместителем председателя Комсомольского горисполкома — председателем плановой комиссии. В декабре 1991 года был назначен главой администрации Комсомольска-на-Амуре. В декабре 1996 г. был избран главой города на прямых выборах, в 2000, 2004 и 2009 году вновь избирался главой города. В 2006 году вступил в партию «Единая Россия». С 2006 по 2014 год являлся председателем Ассоциации «Совет муниципальных образований Хабаровского края».
В 2014 году ушёл в отставку с поста главы Комсомольска-на-Амуре, после чего стал депутатом Законодательной думы Хабаровского края VI созыва от Комсомольского одномандатного округа. Член постоянного комитета по вопросам промышленности, предпринимательства и инфраструктуры, постоянного комитета по вопросам государственного устройства и местного самоуправления.
Кандидат экономических наук. Женат, имеет сына. Увлекается охотой, рыбалкой, баскетболом.

## Награды
- орден «За заслуги перед Отечеством» IV степени (2007)
- орден Почета (1998)
- юбилейная медаль «300 лет Российскому флоту» (2004)
- медаль «За трудовую доблесть» (1981)
- медаль «За строительство Байкало-Амурской магистрали» (1988)
- медаль «200 лет МВД России» (2002)
- Почётная грамота Президента Российской Федерации (7 декабря 2012) — за достигнутые трудовые успехи, многолетнюю добросовестную работу и активную общественную деятельность
- Орден Святого благоверного князя Даниила Московского II степени (2001)
- Почётный гражданин Комсомольска-на-Амуре — за особые заслуги перед городом в хозяйственном и социально-культурном строительстве, в развитии местного самоуправления и в связи с 70-летием города Комсомольска-на-Амуре (2002)[1].
- Всероссийская общественной премия «Российский национальный Олимп» в личной номинации «Мэр года 2002—2003», с вручением Диплома и Общественного Ордена «За Честь и Доблесть» (2003)
- медаль ЦС РОСТО «Первый трижды Герой Советского Союза А. И. Покрышкин» (2004).